# أيت خليلي
أيت خليلي إحدى بلديات دائرة مقلع التابعة لولاية تيزي وزو.و يقع مقر هذة البلدية في أقولميم.

## الموقع الجغرافي
تتوسع بلدية ايت خليلي على مساحة 24,5750 كيلومتر مربع التي يشغلها 327 14 نسمة. حيث تقدر الكثافة السكانية بالمنطقة ب 583نسمة/كم2.
تشترك بلدية ايت خليلي في الحدود مع كل من بلدية مقلع شمالا وغربا والصوامع شرقا وأيت يحي جنوبا.

## القرى التابعة لبلدية ايت خليلي
- مغيرة
- ايت ديح
- حجاج
- اقرو
- بويعلى
- اقلميم
- تاندلست
- بوعاشير
- تيزي نوامان
- القلعة
- ساحل
- ايت خير
- لخميس
- هشام

## مواضيع ذات صلة
- بلديات ولاية تيزي وزو
- دوائر ولاية تيزي وزو